# فرانک هادو
فرانک هادو (انگلیسی: Frank Hadow؛ زادهٔ ۲ ژانویهٔ ۱۸۵۵ درگذشته ۲۹ ژوئن ۱۹۴۶) یک تنیس‌باز اهل بریتانیا بود.